# パンドラサーガ
『パンドラサーガ』は、ヘッドロックが開発し、ウィローエンターテイメントにより運営されていたオンラインゲーム。基本プレイ無料 (アイテム課金制)。MMORPGに分類され、日本、中国、台湾、香港、マカオ、ロシア、アメリカで運営されていた。

## 概要
数多くの国産オンラインゲームを手掛けて来たヘッドロックと、ゴンゾロッソオンライン(のちウィローエンターテイメント)の提携でサービスを展開していた。

## 沿革
- 2007年
  - 8月7日 - ゴンゾロッソオンラインが「パンドラサーガ」を発表。
  - 11月22日 - 「クローズドβ～アクションテスト編～」を開始。同25日終了。
  - 12月21日 - 「クローズドβ～バランステスト編その1～」を開始。同23日終了。
- 2008年
  - 1月24日 - 「クローズドβ～バランステスト編その2～」を開始。同31日終了。
  - 2月16日 - オープンベータテストを開始。
  - 2月21日 - 正式サービスを開始。
  - 3月6日 - 当初実装されなかった種族「ラピン」および「エンキドゥ」を実装。
  - 4月12日 - 当初実装されなかった大規模戦争(後述)を実装。
  - 5月29日 - 新マップ「エル・ベド」を実装。
  - 8月1日 - スターターパッケージを発売。
  - 8月25日 - 「公式ガイドブック～パンドラBIBLE～」を発売。
- 2008年9月25日 - 3次職を実装。
- 2009年
  - 1月21日 - ガマニアデジタルエンターテインメントが台湾、香港、マカオで正式サービスを開始。
  - 2月6日 - 新マップ「アスティア地下遺跡」を実装。
  - 8月27日 - 「セイカヴァリエ攻城戦」を実装。

- 2013年4月25日 - 4次職を実装。
- 2020年4月6日 - 事前告知無しに接続不能となり、事実上サービス終了[1]

## 種族
プレイヤーは最初に種族を一つを選び、キャラクターを作成する。
人間
最も一般的な種族で、比較的どの職業でも問題ない。良く言えばバランスの良い、悪く言えば特徴の無い種族。性別があり、男女を選択する事が出来る。
エルフ
自然を愛し、森の中で暮らす。魔法に対する適性を持ち、知性も高いため、魔術師や聖職者に向く。また、目も良い為、斥候にも向く。性別があり、男女を選択する事が出来る。
ドワーフ
洞窟などに暮らし性格は頑固だが、金属加工や建築などの技術が高く、都市にも多数が生活している。力が強い為、戦士に向くが、知性が低いため、魔術師などには向かない。性別は選択できず、男性のみ選択可能。
マイリーン
主に平原に住む女戦士の部族。回避力が高い為、戦士などに向く。性別は選択できず、女性のみ選択可能。
ラピン
丘の斜面に穴を掘って生活するなど臆病だが、とても好奇心が強い。知性や霊感が高い為、魔術師に向くが、体力も力も無いため、戦士には向かない。そのほか、エンキドゥとは仲がよく、時には魔法抵抗の少ないエンキドゥをサポートすることがある。性別が無く、男女を選択することは出来ない。
エンキドゥ
平原で生活する農耕民族。他の種族と仲が悪いがラピンとは仲がよく、時には体力の無いラピンをサポートすることがある。体力があり、戦士などに向くが、知性がなく魔術師などには向かない。性別は選択できず、男性のみ選択可能。

## 職業
プレイヤーは最初に職業を一つを選び、キャラクターを作成する。種族に関わらず、どの職業にもなれる。一度決めると、それ以外の職業になる事は出来ない。職業には三次職まであり、二、三次職は最初に選択した一次職により、選択できる職が限られる。

### 戦士系統
- ウォーリア
  - グラディエイター
    - ジャガーノート
      - ベルセルク
      - マローダー

    - ドラグーン
      - トルーパー
      - チャリオット

  - ナイト
    - ジェネラル
      - マーシャル
      - イモータル

    - パラディン
      - スティグマータ
      - グランドクロス

### 斥候系統
- スカウト
  - アーチャー
    - スナイパー
      - ガンスリンガー
      - スコーピオン

    - プレデター
      - ストーカー
      - リーバー

  - エージェント
    - アサシン
      - ガロウズ
      - エクスクルード

    - ディスターバンス
      - ミミック
      - アジテーター

### 聖職者系統
- アコライト
  - プリースト
    - クレリック
      - カーディナル
      - ビショップ

    - エンチャンター
      - シーカー
      - エピック

  - アセティック
    - モンク
      - クルセイダー
      - ファナティック

    - エクソシスト
      - シャーマン
      - アドヴェント

### 魔術師系統
- メイジ
  - ウィザード
    - ウォーロック
      - セージ
      - メイガス

    - コンジュラー
      - ワーデン
      - ワンダラー

  - ダークロア
    - カラミティ
      - ケイオス
      - ディアボロス

    - ジェスター
      - ディザスター
      - リッチ

## 国家
プレイヤーは「記憶を失った兵士」という設定になっており、最初は中立領アスティアを拠点に活動する事となる。その後、各国の入り口に居る兵士NPCに話しかける事で、その国に所属することができるようになる。国家に所属するレベル (Lv) に制限は無い為、Lv1でも国家に所属する事は可能だが、国家に続く道には比較的Lvの高いモンスターが居り、ある程度Lvを上げてからか、高Lvの人に手伝ってもらう、馬を買うなどしないとたどり着けない。
また、国家に所属しなくてもゲームを続ける事ができるが、国家に所属しているプレイヤー専用のマップにいけない、クランに所属できないなどの問題があるため、多くの場合いずれは国家に所属する。
中立領アスティア
どの国領にも属さない中立領。三国間の関係が何とか保たれている。序盤ではこの街を中心に活動をするが、中盤からは三ヶ国へと移動する事となる。国ではないが、設備や住民の規模は一国とそう大差無い。また、国家同士の戦闘が禁止されているため、国家に所属した戦士でも訪れることができる。
聖フェルシュタイン王国
緑豊かなニールシュタット平原に首都を構える。古代ローマの雰囲気を持つ、宗教信仰の強い厳格な封建制国家。多くの聖職者、聖騎士が生活をしており指導者や有力者も皆聖職者である。国家カラーは「緑」。
北方氏族連合ヴァリク
ヨルティオ山脈に囲まれた一帯に首都を構える。中世ヨーロッパをモチーフとした、山岳地帯の氏族による連合体国家。高位の魔術師たちによる「賢者の会議」によって統治されている。国家カラーは「青」。
ラトゥーガ帝国
ヒムラート砂漠に首都を構える。街並みにアラビアの雰囲気を持つ、砂漠と岩に囲まれた帝政国家。皇帝を頂点に元老院による中央集権体制が布かれている。国家カラーは「赤」。

## 対人戦
このゲームは特に対人戦に力を入れており、以下の場所・方法で対人戦 (PK) を行う事が出来る。

### 大規模戦争
三つの国家が同時に戦闘を行う大規模な対人戦（国家間戦争）。基本的には専用のマップで、拠点を奪い合いながら戦う。現在八種類の戦争が実装されている。
廃都三国戦
最大で150人（1国50人）が1時間に渡って戦闘を行う。参加にはLv30以上で国家に所属している必要がある。この戦争には城が配置してあり、10分ごとに国家が取得している城の数によってポイントが上下する。毎週月曜・水曜・金曜の9:30～10:30の一時間が三度行われている。
ジークヘイム攻防戦
最大600人（1国200人）が2時間に渡って戦争を行う。基本的なルールは廃都三国戦と同じだが、本陣が設定され、本陣を破壊されると敗北となるなど、幾つかの追加要素がある。また、マップがより広大になっている。参加にはLv45以上で国家に所属している必要がある。毎週日曜日に行われている。
セイカヴァリエ攻城戦
4つの城を巡って、各国家クラン単位での戦闘が2時間に渡って繰り広げられる。最大で各国20クランが参加可能。毎週土曜日に行われている。
レルムゼロット起動演習
「ゼロット」と呼ばれるこの戦争専用のモンスターを倒していく戦争。正規兵の参加人数は80人。この戦争の結果は、領土侵攻戦にも影響してくる。毎週火曜日に行われている。
ゼロットの出現数は決まっており、30匹である。またゼロットの討伐数が同じ場合、最後のゼロットを早く倒した国家が上位になるらしい。
領土侵攻戦
防衛国家とその国家を除いた2カ国のうち、レルムゼロット起動演習で上位になった国家が侵攻国家となり参加できる戦争。レルムゼロット起動演習に参加していた指揮官、副指揮官、大将、正規兵は、戦争開始時、強制的に転移される。防衛国家は戦争前に提示された領土の所持国が防衛国家となる。この戦争の勝利国は1週間（次の領土侵攻戦）までその狩場を使用することができる。レルムゼロット起動演習と同じ、火曜日に行われている
レオンゲール新鋭戦
拠点などの制度はなく、対人戦のみで得点を稼いでいく戦争。参加条件はLv1-39までのキャラクターで、国家に所属していなくてもできる唯一の戦争である。そのため戦争NPCは中央区アスティアの各通りに設置してある。この戦争のみ、報酬が名誉ではなく経験値になっている。毎週金曜日-日曜日の7:3分～8:00の30分間の戦争である。
レオンゲール精鋭戦
レオンゲール新鋭戦とマップもルールも同じ戦争。唯一違うのが参加条件がLv４０以上であるということ。また、国家に所属していないと参加ができない。また、ほかの戦争と違い参加するだけで正規兵なら名誉100、義勇兵でも名誉50が入る。金曜日に一回、日曜日に1回、土曜日に2回行われている。

### 演習
4人または8人のパーティ（チーム）を組み、パーティ同士による戦闘を最大16人で行う。基本的には敵を倒す事でポイントが増え、終了時点でよりポイントの多かったパーティが勝利する。同じレベル帯同士で戦闘を行うことが出来、Lv10以上であれば参加にも制限が無い。また唯一、別の国家同士でも同じパーティで協力しあう事が出来る。そのほか、演習を行う事でPvPポイントを獲得することができ、一定ポイントをためれば様々な装備品と交換することが出来る。

### PvPエリア
未開区域ミュルディア
別の国家に所属するプレイヤーと戦闘を行う事が出来る。プレイヤーを倒すと名誉ポイントを獲得することが出来、ペナルティなどは無い。倒された場合、名誉ポイントが減る以外にペナルティは無い。通常のモンスター (NPC) も存在し、しばしばモンスターの討伐を目的とするパーティとPvPを目的とするパーティの間で問題が発生する。
未開区域ミュルディアと未開区域ミュルディア エル・ベドの二箇所あり、後者の方がより強いモンスターが存在する。前者はLv30以上で国家に所属していれば進入出来、後者はLv30以上になって未開区域ミュルディアから入るか、ヨルティオ山脈から入ることができる。
アスティア地下遺跡
自分の所属しているパーティ以外は全て敵で、同じ国家に所属するプレイヤーも敵となる唯一のエリア。専用のクエストを完了しないとこのエリアには入ることができない。ランダムでモンスターや箱が少数出現し、そのモンスターを倒すとアイテムを手に入れる事が出来る。

## 事件
- 中央広場において「Baka Aho Asobijya Nenda!!」と記載された旗が見つかり、修正、謝罪を行う事態となった[2][3]。